# Arheologie experimentală

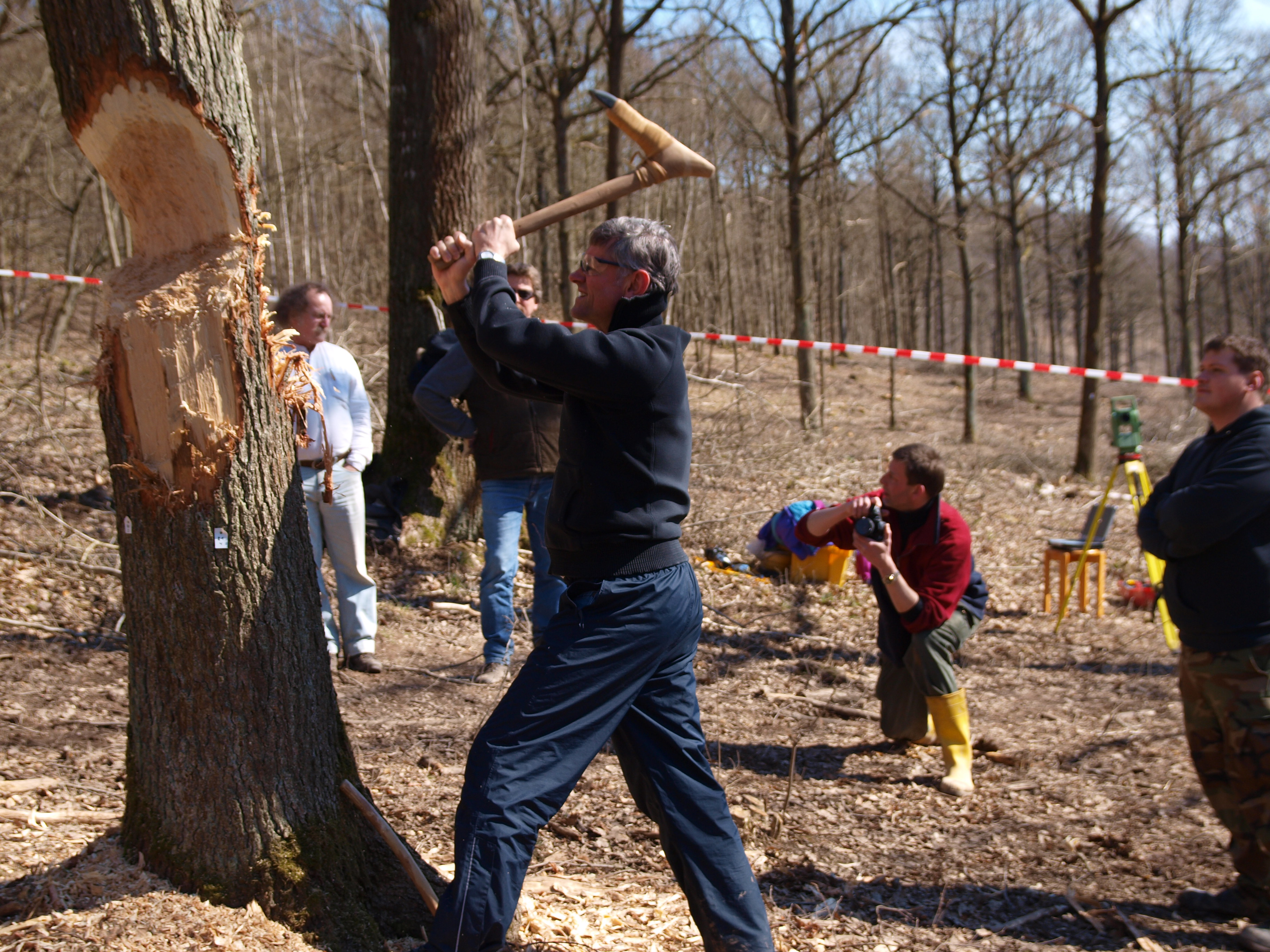

Arheologia Experimentală folosește diferite metode, tehnici, analize, și abordări pentru a crea și a testa ipoteze sau interpretații bazate pe o sursă istorică arheologică precum structuri antice sau artefacte. Această știință nu trebuie să fie confundată cu tehnologia primitivă care nu are nici o menționare în surse arheologice sau istorice, sau cu ducerea traiului în mod istoric sau cu încercarea de a imita anumite momente istorice care s-au petrecut de-a lungul timpului, diferența dintre cele două și Arheologia Experimentală este că Arheologia Experimentală este o știință care are ca scop aflarea de adevăruri istorice și nu constituie un hobby sau un mod de a readuce la viață romantismul unei epoci (pre)istorice anume. 
Un mod principal de a practica Arheologia Experimentală este cel de a reproduce anumite structuri din trecut folosind numai tehnici contemporane cu structura respectivă. Această ramură a Arheologiei Experimentale este cunoscută și ca  Arheologia Reconstrucției. Totuși, în ciuda aparențelor, scopul acestei științe este nu în mare parte edificiul/construcția construit(ă) ci cunoștințele dobândite prin construcția și/sau folosirea lui. Un exemplu bun este Butser Ancient Farm aflată în comitatul Englez Hampshire și care este o replică funcțională a unei ferme împreună cu toate facilitățile ei necesare din Epoca Fierului unde experimente pe term lung în legătură cu agricultura preistorică, domesticirea animalelor și manufactură sunt în curs de desfășurare și au ca scop testarea ideilor puse de unii arheologi. În Danemarca, Centrul de Experimentare Lejre desfășoară experimente și mai ambițioase care presupun testarea înhumării artificiale din Epoca Bronzului și Epoca Fierului precum și știință preistorică sau manufactura uneltelor în lipsa de cremene.
Alte Exmple de Arheologie Experimentală:
- Kon-Tiki-ul, o plută din balsa (lemn de plută) construită de Thor Heyerdahl și care a navigat din Peru până în Polinezia pentru a demonstra posibilitatea schimbului cultural între civilizațiile sud-americane și insulele polineziene.
- Încercări (care nu au dat roade până azi) de a transporta pietre mari precum cele folosite la construirea lui Stonehenge de la locația lor probabilă la din Pembrokeshire până la sit-ul arheologic din Salisbury Plain, folosind doar tehnologia contemporană cu Stonehenge.
- Reconstrucția unei părți ai Zidului lui Hadrian la Vindolanda, dusă la sfârșit de voluntari locali în timp limitat.
- Trireme gercești au fost reconstruite de marinari pricepuți folosind proiecte și rămășițe arheologice și au fost testate cu succes în largul mării.
- Încercări de a reproduce manual oțel care are toate propietățile Oțelului de Damasc, al cărui metode de fabricație au rămas pierdute pentru secole.
- Experimente de reproducere a baterii de monezi romane.
- Replici ale vaselor ceramice din cultura Cozia-Saharna și a culturii getice[nefuncțională – arhivă]

Alte tipuri de Arheologie Experimentală folosesc înhumarea a unor replici moderne a unor artefacte și apoi constatarea efectelor de-a lungul timpului. Alți arheologi au construit mine, tuneluri, etc. și au măsurat efectele astupării, scufundării, a intemperiilor asupra construcțiilor pentru a înțelege cum ar fi arătat monumentele subterane ale antichității.
Munca oamenilor care modelează pietre (în mod preistoric) pentru a face unelte este și ea un fel de Arheologie Experimentală  pentru că au fost înțelese multe lucruri despre multe feluri de unelte din cremene și/sau piatră din încercarea de a le fabrica. Arheologiști Experimentali au echipat măcelari, tăietori de lemne și arcași cu unelte de piatră pentru a vedea cât de eficiente sunt ele la îndeplinrea feluritelor sarcini. Zgârieturile și semnele de folosire ale acestor unelte sunt comparate cu cele de pe artefacte pentru a determina probabilitatea ca acele unelte să fi fost folosite în scopuri asemănătoare. Topoarele de piatră au demonstrat că sunt foarte eficiente la îndepărtarea cărnii de pe oase și de pe cartilaje.